# Інтелектуальна задача
Інтелектуальна задача — це задача, для розв'язання якої немає чітко заданого алгоритму, що завжди приводить до потрібного результату, процес вирішення такої задачі пов'язаний з інтелектуальною діяльністю. 
Приклади інтелектуальних задач: розпізнавання образів, моделювання мислення